# Patrick Anson, 5.º Conde de Lichfield
Thomas Patrick John Anson, 5.º Conde de Lichfield (25 de abril de 1939 — 11 de novembro de 2005), conhecido profissionalmente como Patrick Lichfield, foi um nobre e famoso fotógrafo britânico. 

## Biografia
Patrick Anson foi o único filho do tenente-coronel Thomas Anson, Visconde Anson, e de sua primeira esposa, Anne Bowes-Lyon, uma neta do 14.º Conde de Strathmore e Kinghorne e sobrinha da Rainha Mãe. Seus pais divorciaram-se em 1948, e sua mãe casou-se dois anos depois com o Príncipe Georg Valdemar da Dinamarca, bisneto de Cristiano IX. 
Lord Lichfield foi educado em Harrow School, Londres, e na Real Academia Militar de Sandhurst. Em 1959, juntou-se ao regimento Grenadier Guards. Ao deixar o exército em 1962, começou a trabalhar como assistente de fotógrafo, construindo sua própria reputação à medida que começou a ter mais acesso com a Família Real Britânica. Em 1981, foi selecionado para tirar as fotografias oficiais do casamento do Príncipe e da Princesa de Gales. Foi assim que se tornou um dos fotógrafos mais conhecidos do Reino Unido. De 1999 até sua morte, Anson foi um pioneiro da fotografia digital. Em 2002, foi escolhido pela Rainha e pelo Duque de Edimburgo, para tirar as fotografias oficiais de seu Jubileu de Ouro.
Em 1960, ele herdou o Condado de Lichfield de seu avô paterno.
Em 8 de março de 1975, Patrick Anson casou-se com Leonora Grosvenor, filha mais velha de Robert Grosvenor, 5.º Duque de Westminster. Eles tiveram três filhos juntos:
- Lady Rose Meriel Margaret Anson
- Thomas William Robert Hugh Anson, 6.º Conde de Lichfield
- Lady Elouise Anne Elizabeth Anson

O Conde e a Condessa de Lichfield divorciaram-se por volta de 1986. Sua última parceira tinha sido a biógrafa Lady Annunziata Asquith.
A 10 de novembro de 2005, Lichfield sofreu um forte acidente vascular cerebral e morreu no dia seguinte, no Hospital John Radcliffe, em Oxford, aos sessenta e seis anos. Seu funeral ocorreu em 21 de novembro em St. Michael and All Angels Church, em Colwich, Staffordshire, perto de Shugborough Hall, a propriedade ancestral de sua família.